# Sentier de grande randonnée de pays de la Brenne
Pour les articles homonymes, voir Brenne.
Le sentier de grande randonnée de pays de la Brenne est un itinéraire pédestre (GRP), long d’environ 670 km divisé en sept circuits, qui parcourt les départements de l'Indre, d'Indre-et-Loire et de la Vienne.
Il a pour point de départ et d'arrivée le parc naturel régional de la Brenne.
Il est né de la fusion du GRP de la Vallée de la Creuse et de l'Anglin et du GRP Les Mille Étangs.

## Géographie
Son altitude maximale est à Chaillac (253 m) et sont altitude minimale est à Néons-sur-Creuse (59 m).
Il croise ou borde les cours d'eau suivants : Abloux, Anglin, Claise, Creuse, Sonne et Yoson.

## Itinéraire

### Communes traversées
| Nom                       | Code Insee | Intercommunalité                  | Superficie (km2) | Population (dernière pop. légale) | Densité (hab./km2) |
| ------------------------- | ---------- | --------------------------------- | ---------------- | --------------------------------- | ------------------ |
| Angles-sur-l'Anglin       | 86004      | CA Grand Châtellerault            | 14,75            | 362 (2022)                        | 25                 |
| Azay-le-Ferron            | 36010      | CC Cœur de Brenne                 | 60,95            | 835 (2022)                        | 14                 |
| Bélâbre                   | 36016      | CC Marche Occitane - Val d'Anglin | 40,14            | 926 (2022)                        | 23                 |
| Le Blanc                  | 36018      | CC Brenne - Val de Creuse         | 57,61            | 6 188 (2022)                      | 107                |
| Bossay-sur-Claise         | 37028      | CC Loches Sud Touraine            | 65,56            | 729 (2022)                        | 11                 |
| Chaillac                  | 36035      | CC Marche Occitane - Val d'Anglin | 59,79            | 1 031 (2022)                      | 17                 |
| Chalais                   | 36036      | CC Marche Occitane - Val d'Anglin | 39,65            | 151 (2022)                        | 3,8                |
| Chitray                   | 36051      | CC Brenne - Val de Creuse         | 19,94            | 173 (2022)                        | 8,7                |
| Ciron                     | 36053      | CC Brenne - Val de Creuse         | 57,94            | 523 (2022)                        | 9                  |
| Concremiers               | 36058      | CC Brenne - Val de Creuse         | 28,11            | 595 (2022)                        | 21                 |
| Fontgombault              | 36076      | CC Brenne - Val de Creuse         | 10,58            | 262 (2022)                        | 25                 |
| Ingrandes                 | 36087      | CC Brenne - Val de Creuse         | 11,12            | 299 (2022)                        | 27                 |
| Lignac                    | 36094      | CC Marche Occitane - Val d'Anglin | 67,03            | 459 (2022)                        | 6,8                |
| Lurais                    | 36104      | CC Brenne - Val de Creuse         | 13,61            | 227 (2022)                        | 17                 |
| Luzeret                   | 36106      | CC Brenne - Val de Creuse         | 26,78            | 155 (2022)                        | 5,8                |
| Martizay                  | 36113      | CC Cœur de Brenne                 | 39               | 950 (2022)                        | 24                 |
| Mauvières                 | 36114      | CC Marche Occitane - Val d'Anglin | 23,94            | 307 (2022)                        | 13                 |
| Méobecq                   | 36118      | CC Val de l'Indre - Brenne        | 35,56            | 366 (2022)                        | 10                 |
| Mérigny                   | 36119      | CC Brenne - Val de Creuse         | 31,77            | 544 (2022)                        | 17                 |
| Mézières-en-Brenne        | 36123      | CC Cœur de Brenne                 | 57,57            | 956 (2022)                        | 17                 |
| Migné                     | 36124      | CC Cœur de Brenne                 | 56,32            | 228 (2022)                        | 4                  |
| Néons-sur-Creuse          | 36137      | CC Brenne - Val de Creuse         | 19,85            | 355 (2022)                        | 18                 |
| Neuillay-les-Bois         | 36139      | CC Val de l'Indre - Brenne        | 47,63            | 659 (2022)                        | 14                 |
| Nuret-le-Ferron           | 36144      | CC Brenne - Val de Creuse         | 47,29            | 293 (2022)                        | 6,2                |
| Oulches                   | 36148      | CC Brenne - Val de Creuse         | 43,36            | 420 (2022)                        | 9,7                |
| Pouligny-Saint-Pierre     | 36165      | CC Brenne - Val de Creuse         | 47,45            | 1 032 (2022)                      | 22                 |
| Preuilly-la-Ville         | 36167      | CC Brenne - Val de Creuse         | 4,23             | 151 (2022)                        | 36                 |
| Preuilly-sur-Claise       | 37189      | CC Loches Sud Touraine            | 12               | 1 027 (2022)                      | 86                 |
| Prissac                   | 36168      | CC Marche Occitane - Val d'Anglin | 62,83            | 577 (2022)                        | 9,2                |
| Rivarennes                | 36172      | CC Brenne - Val de Creuse         | 37,41            | 491 (2022)                        | 13                 |
| Rosnay                    | 36173      | CC Brenne - Val de Creuse         | 59,03            | 522 (2022)                        | 8,8                |
| Ruffec                    | 36176      | CC Brenne - Val de Creuse         | 40,93            | 569 (2022)                        | 14                 |
| Sacierges-Saint-Martin    | 36177      | CC Brenne - Val de Creuse         | 31,17            | 308 (2022)                        | 9,9                |
| Saint-Benoît-du-Sault     | 36182      | CC Marche Occitane - Val d'Anglin | 1,8              | 510 (2022)                        | 283                |
| Saint-Hilaire-sur-Benaize | 36197      | CC Marche Occitane - Val d'Anglin | 32,61            | 314 (2022)                        | 9,6                |
| Saint-Michel-en-Brenne    | 36204      | CC Cœur de Brenne                 | 49,15            | 318 (2022)                        | 6,5                |
| Tournon-Saint-Martin      | 36224      | CC Brenne - Val de Creuse         | 25,82            | 1 120 (2022)                      | 43                 |
| Tournon-Saint-Pierre      | 37259      | CC Loches Sud Touraine            | 14,76            | 437 (2022)                        | 30                 |
| Vendœuvres                | 36232      | CC Val de l'Indre - Brenne        | 96,45            | 1 094 (2022)                      | 11                 |

### Descriptif

Le balisage du GRP

Le sentier de grande randonnée de pays se divise en sept circuits, qui se nomment :
- Étangs du cœur de Brenne ;
- Grande Brenne, entre étangs et forêt ;
- Par les falaises de l'Anglin et de la Creuse ;
- Petite Brenne ;
- Bocage du Val d'Anglin ;
- De Saint-Benoit à Angles, deux des plus beaux villages de France ;
- De Brenne en Touraine, sur les pas de Gargantua.

#### Étangs du cœur de Brenne
Le circuit « Étangs du cœur de Brenne, » mesure 70 km ce qui représente trois jours et deux nuits.
Le parc naturel régional de la Brenne, appelé aussi le « Pays des mille étangs », se caractérise par une 
mosaïque de paysages où s’interpénètrent l’eau, les bois, les prairies et les landes. Ce circuit est organisé autour de plusieurs étangs comme : Blizon ; Bellebouche ; Le Sault et Renard.

#### Grande Brenne, entre étangs et forêt
Le circuit « Grande Brenne, entre étangs et forêt, » mesure 109 km ou 121 km ce qui représente cinq jours et deux nuits.
Cet itinéraire permet un cheminement parmi les plus beaux paysages de Brenne et effleure la
vallée de la Creuse dans sa partie sud. Il permet, aussi, de traverser la « forêt de Lancosme », un des plus vastes massifs forestiers privés de France.

#### Par les falaises de l'Anglin et de la Creuse
Le circuit « Par les falaises de l'Anglin et de la Creuse, » 73 km ce qui représente quatre jours et trois nuits.
Les rivières de l'Anglin et de la Creuse et leurs cours parfois enserrés dans des falaises de calcaire font la particularité de cet itinéraire qui inspire calme et tranquillité. L'itinéraire conduit à Angles-sur-l'Anglin, un des plus beaux villages de France.

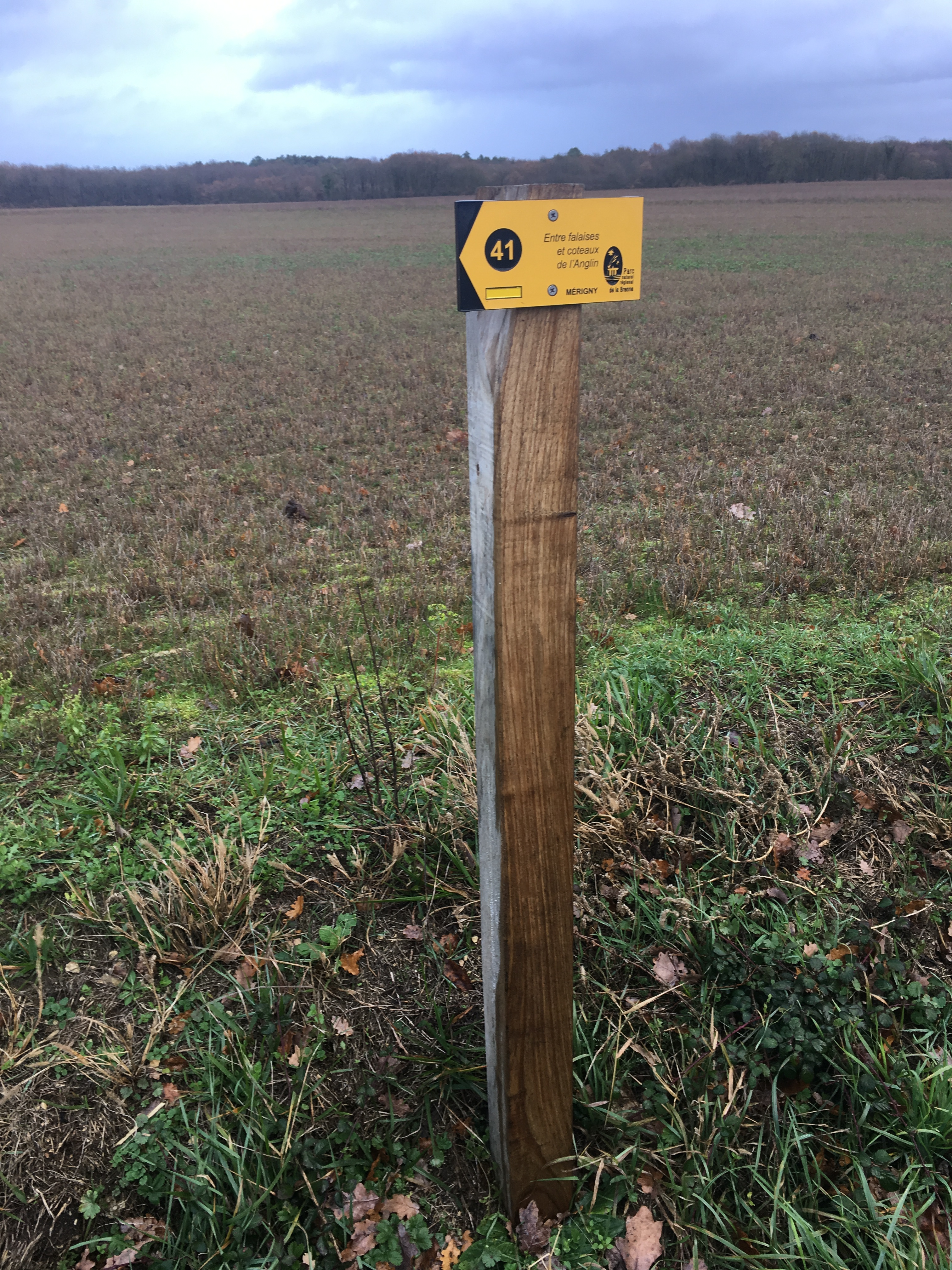
Le panneau du point repère 41 en 2017.

#### Petite Brenne
Le circuit « Petite Brenne, » mesure 76 km ce qui représente trois jours et deux nuits.
Le cours de l'Anglin guide cet itinéraire entre deux des plus beaux villages de France : d'abord dans un paysage de bois et de bocage puis sur les plateaux des falaises calcaires qui bordent sa vallée, riche d'orchidées au printemps.

#### Bocage du Val d'Anglin
Le circuit « Bocage du Val d'Anglin, » mesure 119 km ce qui représente cinq jours et quatre nuits.
Atmosphère champêtre pour cet itinéraire qui présente un visage méconnu du parc naturel régional de la Brenne avec ses paysages de bocages verdoyants et vallonnés. Il mène à Saint-Benoit-du-Sault, un des plus beaux villages de France.

#### De Saint-Benoit à Angles, deux des plus beaux villages de France
Le circuit « De Saint-Benoit à Angles, deux des plus beaux villages de France, » mesure 96 km ce qui représente quatre jours et quatre nuits.
Le cours de l'Anglin guide cet itinéraire entre deux des plus beaux villages de France : d'abord dans un paysage de bois et de bocage puis sur les plateaux des falaises calcaires qui bordent sa vallée, riche d'orchidées au printemps.

#### De Brenne en Touraine, sur les pas de Gargantua
Le circuit « De Brenne en Touraine, sur les pas de Gargantua, » mesure 141 km ce qui représente six jours et cinq nuits.
Cet itinéraire offre une diversité de paysage marquée par la pierre : le grès rouge de la Grande Brenne, le calcaire de la vallée de la Creuse et le tuffeau de Touraine. Gargantua a également laissé des traces de son passage.

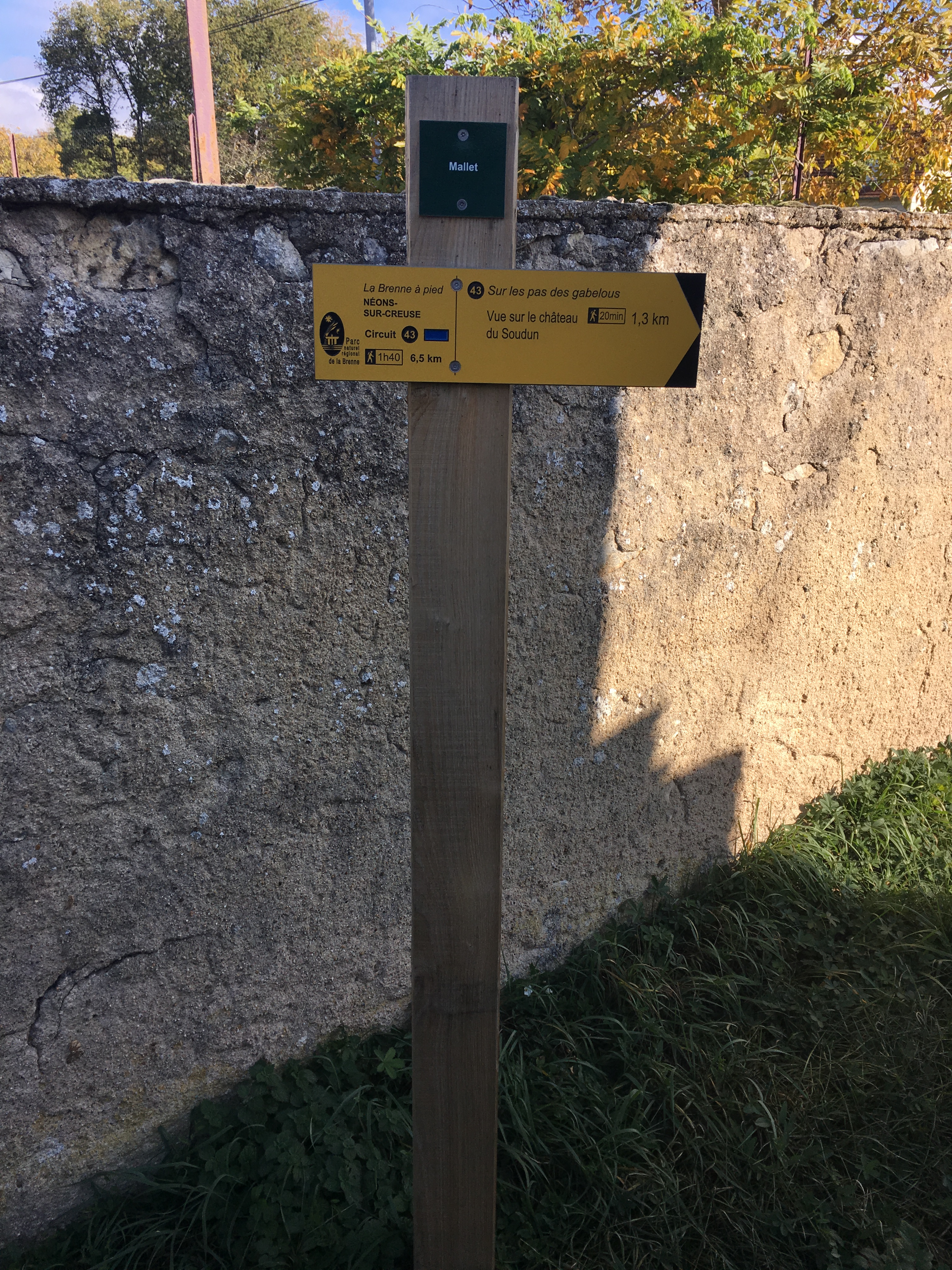
Le panneau directionnel à « Mallet » en 2017.

#### Passerelles
Tous les circuits ont des tronçons en commun avec d'autres circuits du GRP.

### Liaisons avec d'autres sentiers
Le GRP croise ou se confond avec les sentiers suivants :
- GR 48[22] ;
- GRP Touraine Sud[23] ;
- PR 7 (Autour du prieuré[24]) ;
- PR 17 (Les gorges de l'Anglin[25]) ;
- PR 18 (L'eau et la pierre[26]).

## Tourisme
| Circuits                                                      | Lieux touristiques |
| ------------------------------------------------------------- | --- |

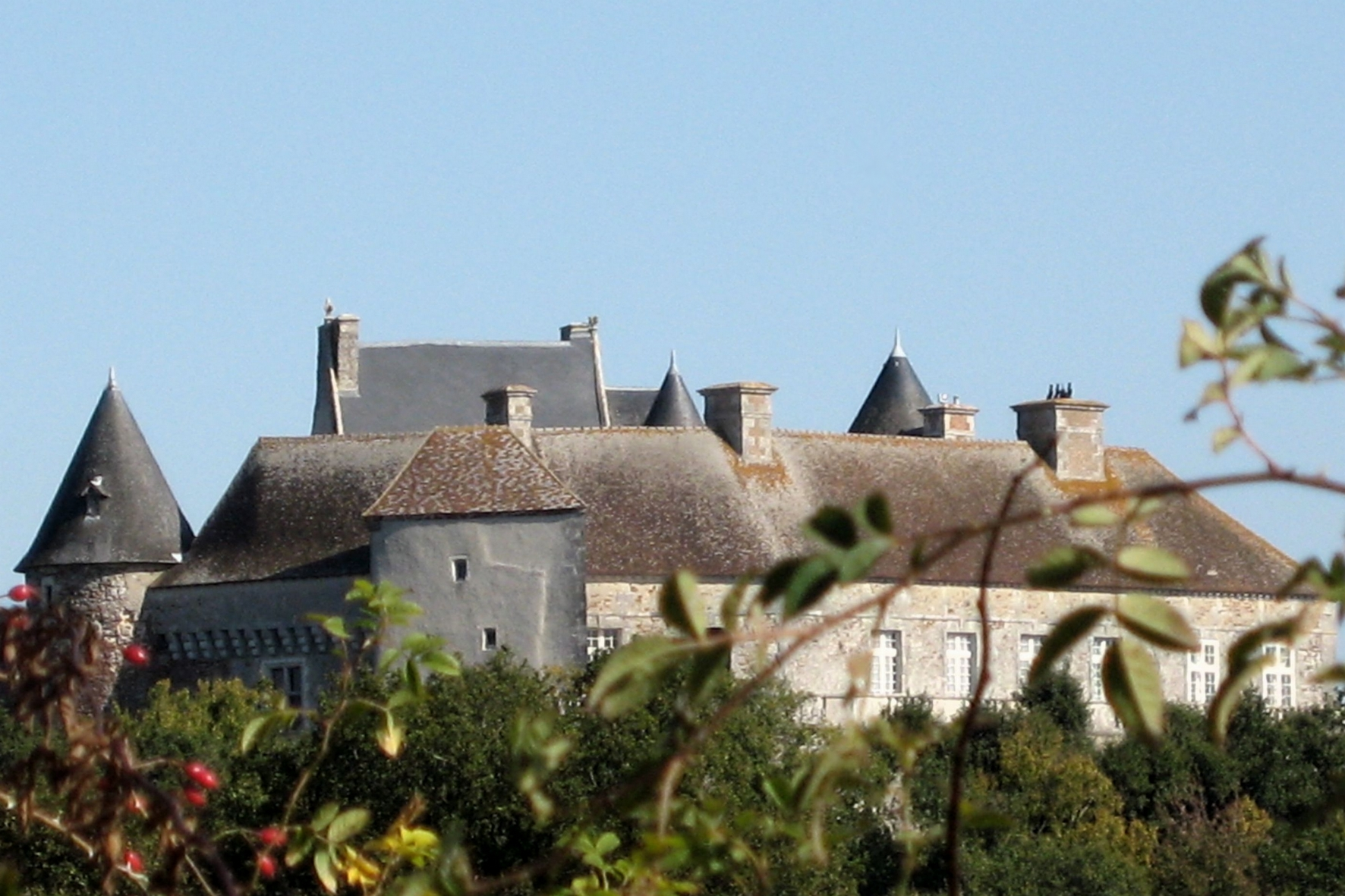
Le château du Bouchet à Rosnay, en 2011.

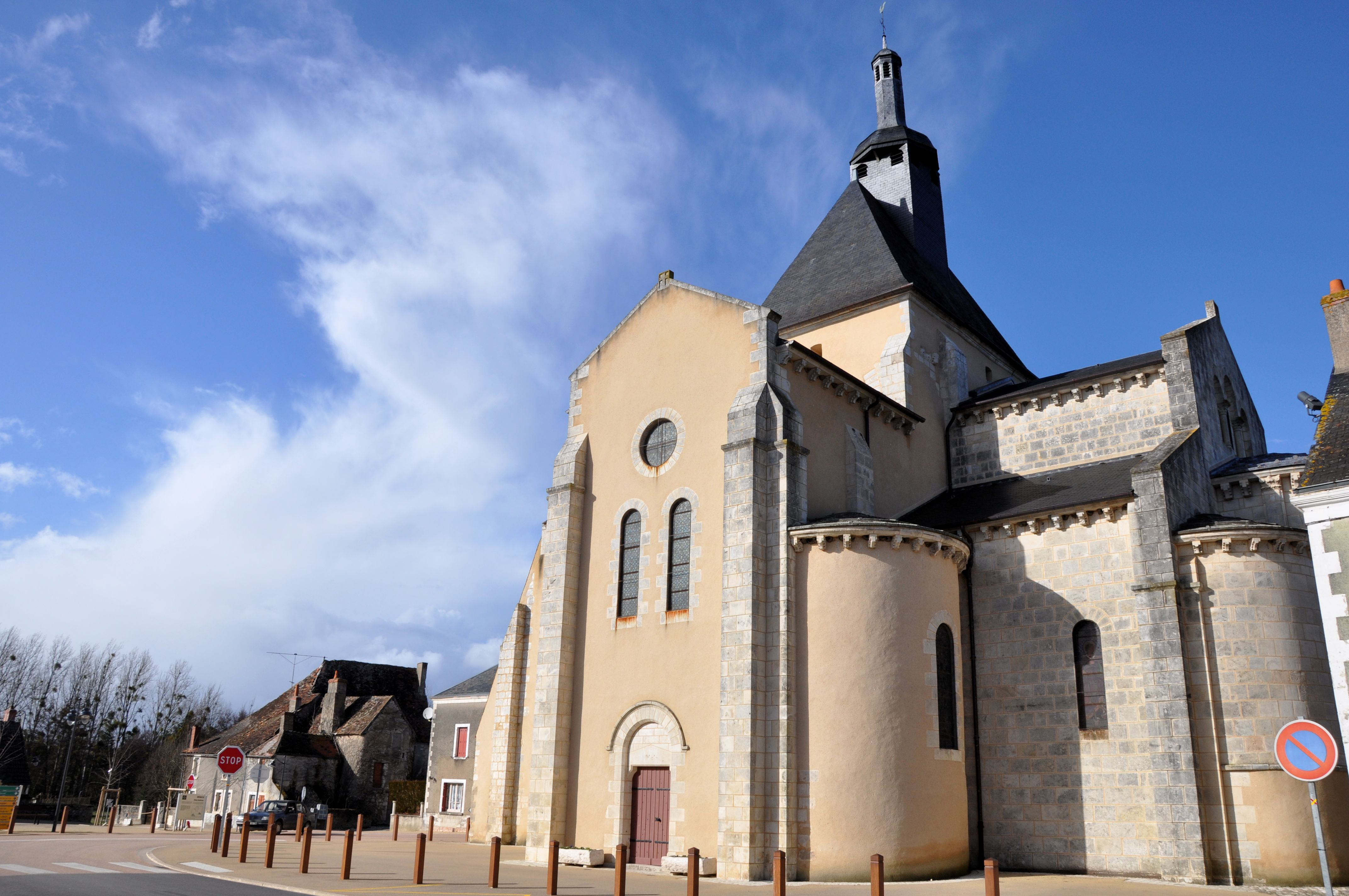
L'abbatiale Saint-Pierre de Méobecq en 2010.

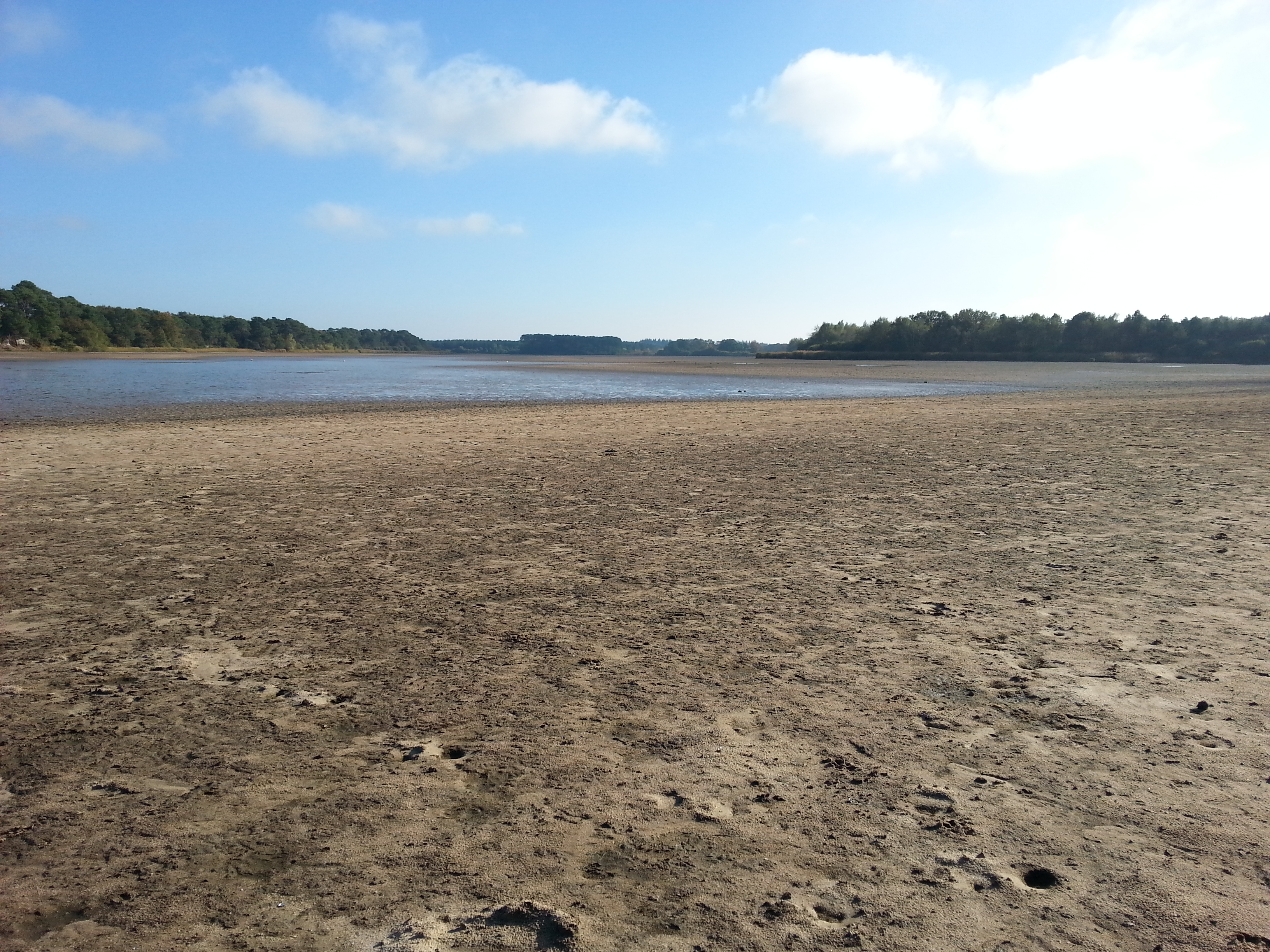
L'étang de Bellebouche à Mézières-en-Brenne, en 2016.

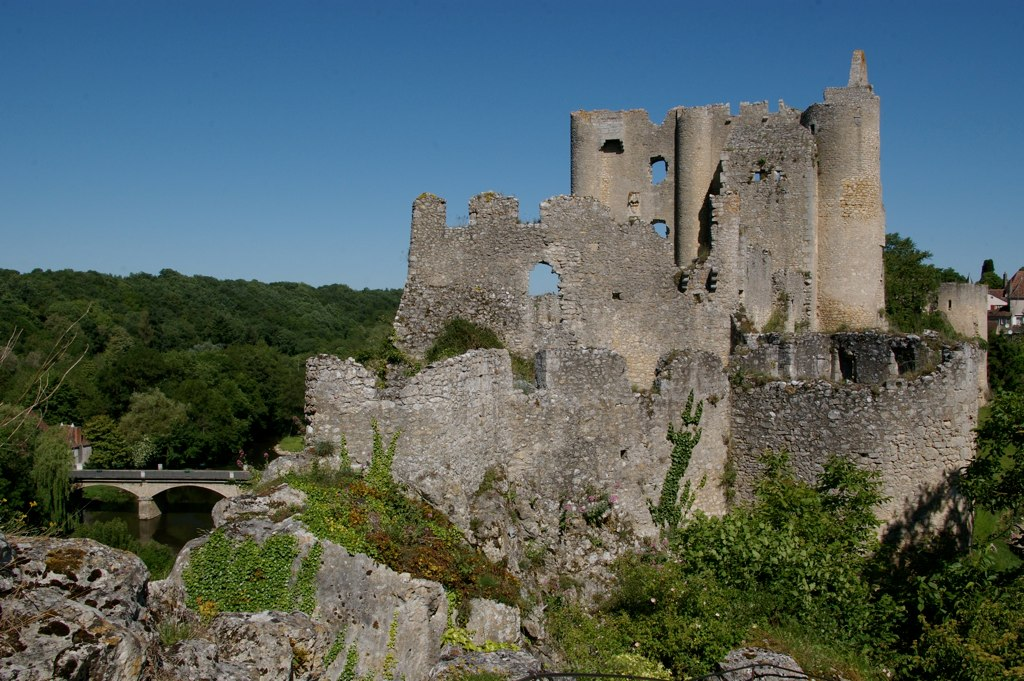
Le château d'Angles-sur-l'Anglin en 2009.

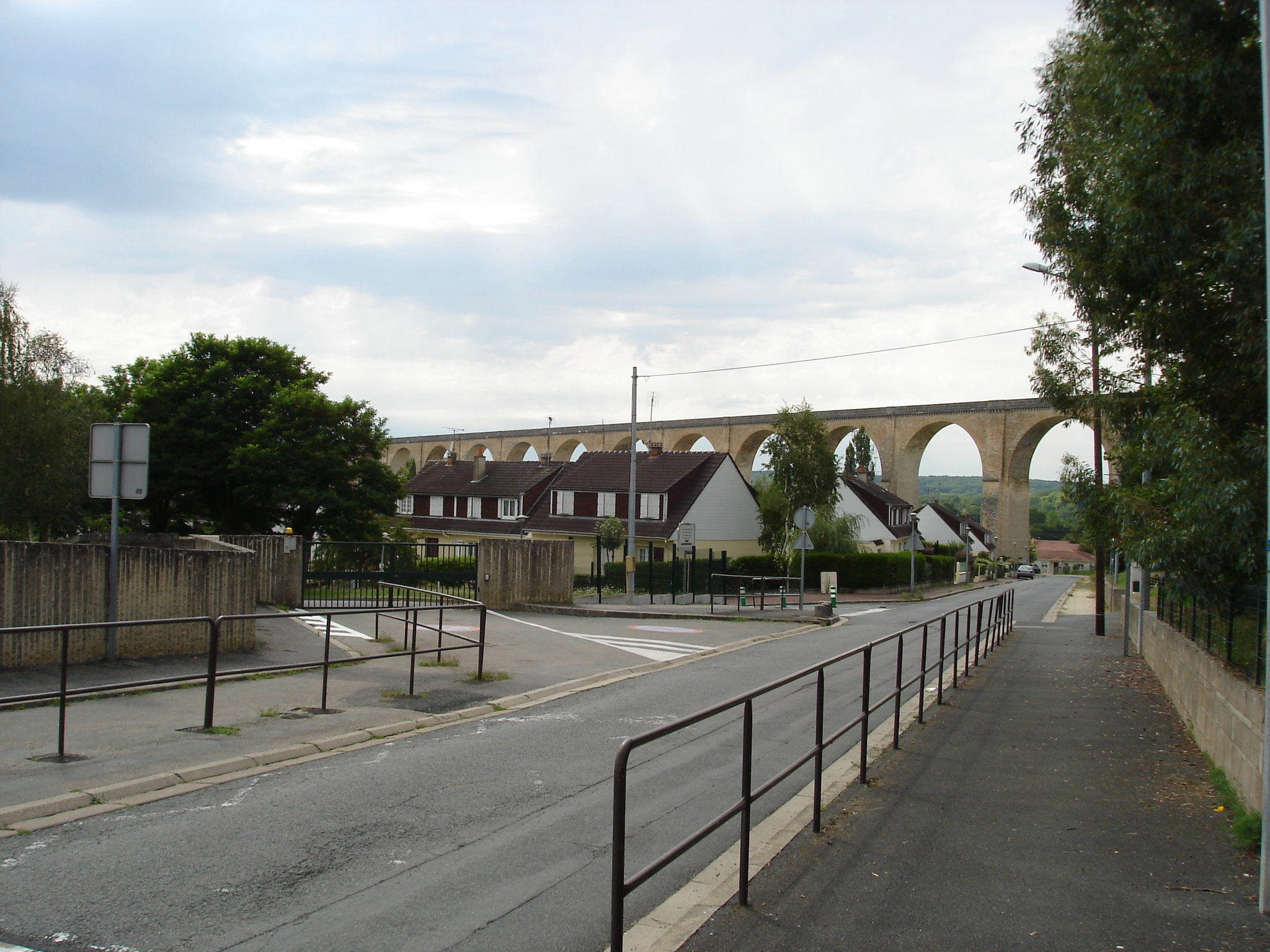
Le viaduc du Blanc en 2011.

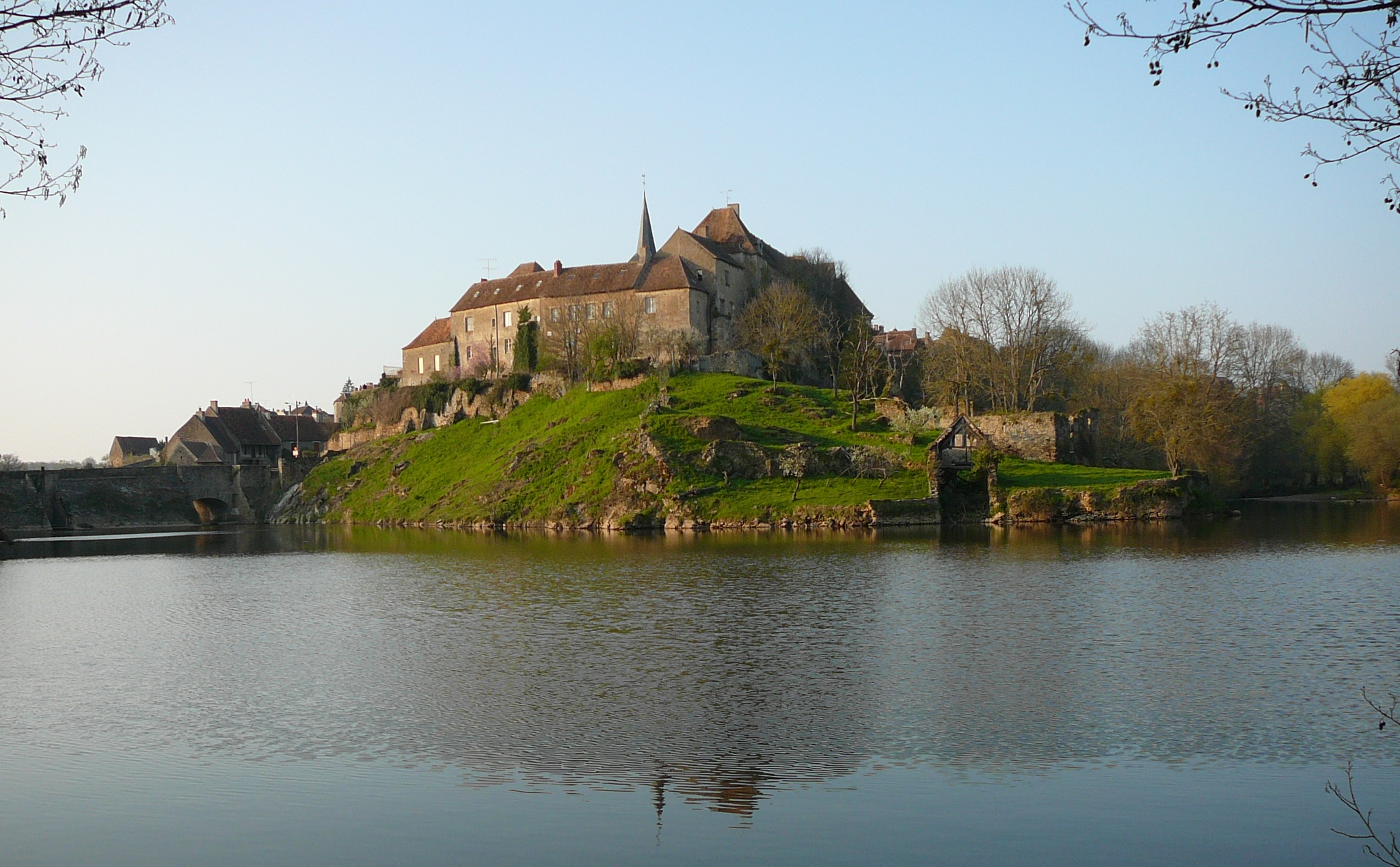
Le prieuré de Saint-Benoît-du-Sault en 2007.

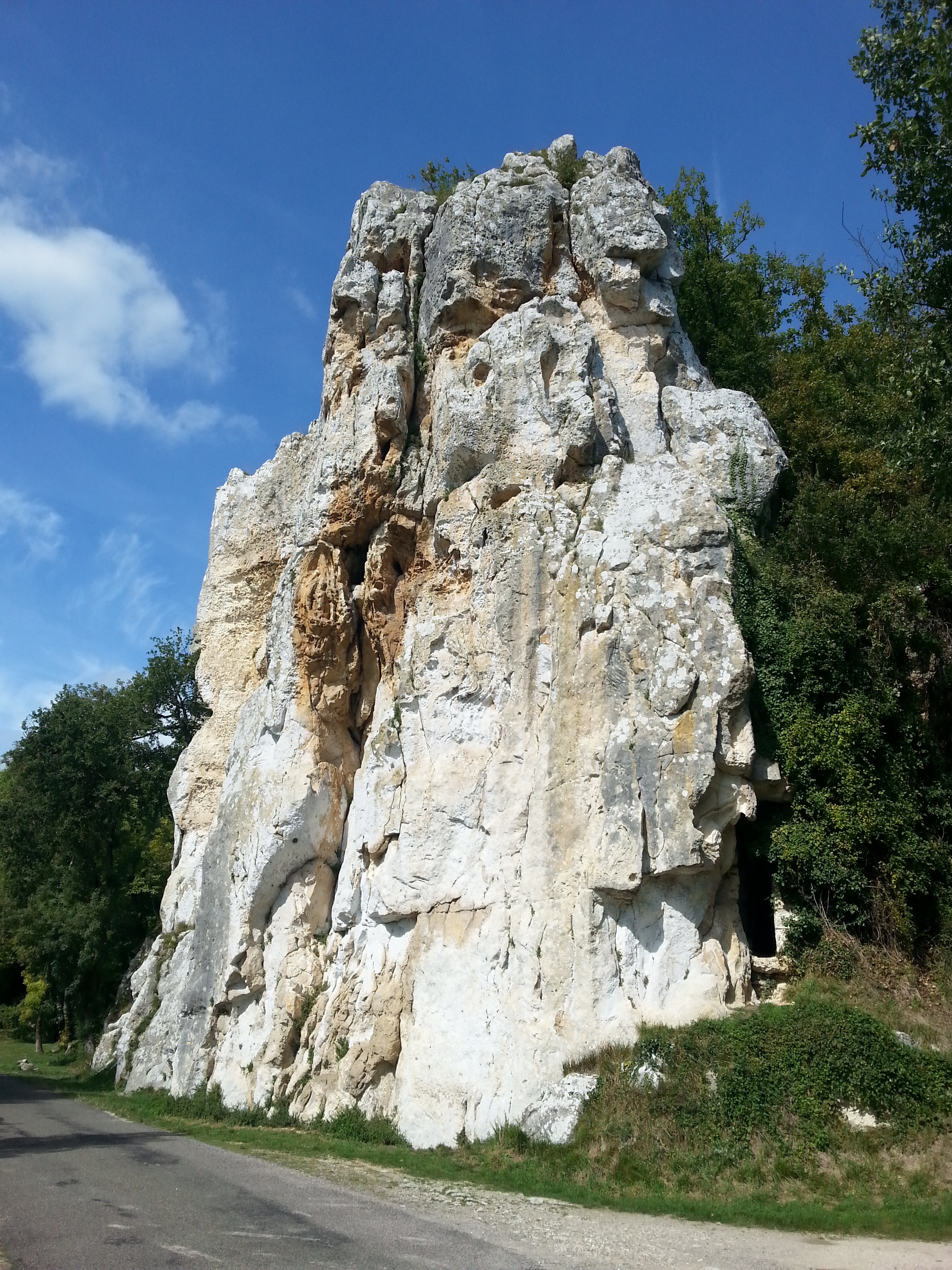
Le rocher de la Dube à Mérigny, en 2015.

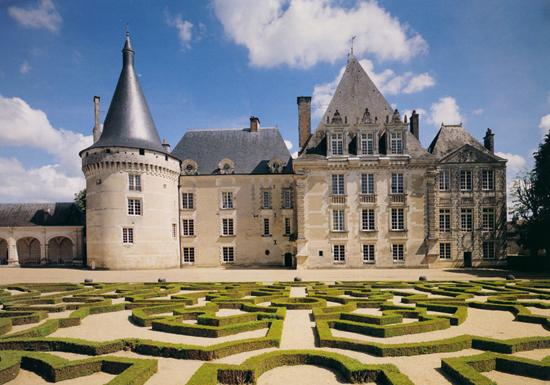
Le château d'Azay-le-Ferron en 2007.

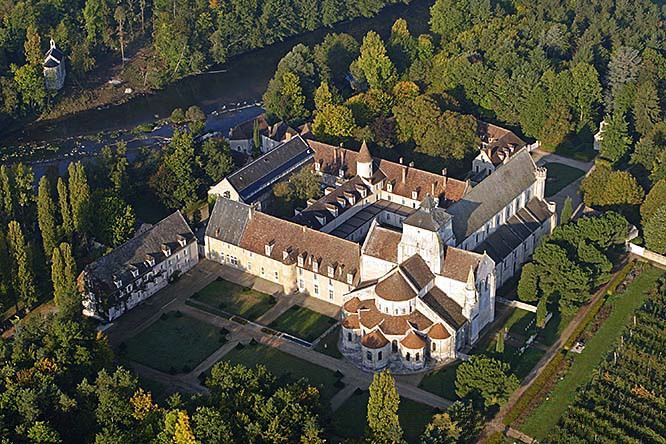
L'abbaye Notre-Dame de Fontgombault en 2005.

| Étangs du cœur de Brenne                                      | Prieuré de Saint Cyran Château du Bouchet Maison de la nature Maison du Parc Terres de Picadon Terres de Renard Observatoire des Essarts Observatoire de la Sous Étang Miclos Étang du Blizon Étang Foucault Étang de Bellebouche Étang Bernadoux |
| Grande Brenne, entre étangs et forêt                          | Abbaye de Méobecq Prieuré de Saint Cyran Viaduc de Saint-Gaultier Lavoir-fontaine des Chézeaux Maison de la nature Maison du Parc Terres de Picadon Terres de Renard Observatoire des Essarts Observatoire de la Sous Étang Miclos Étang du Blizon Étang de Bellebouche Forêt de Lanscôme Voie verte des Vallées |
| Par les falaises de l'Anglin et de la Creuse                  | Château de Forges Château d'Ingrandes Château d'Angles-sur-l'Anglin Abbaye Notre-Dame de Fontgombault Chapelle de Plaincourault Viaduc du Blanc Rocher de la Dube Gare du Blanc Moulin de Chantecreuse Musée Henry-de-Monfreid Maison des Jours d'Angles du Tourisme |
| Petite Brenne                                                 | Château de Cors Château de l’Épine Château de Aigues-Joignant Château de l’Isle Prieuré de Saint Martial Viaduc de la Villerie Viaduc du Blanc Gare du Blanc Moulin des Roches Écluse de Bélâbre Vieux pont à Bélâbre Étang de Bœuf Mort Voie verte des Vallées |
| Bocage du Val d'Anglin                                        | Château de Montignon Château de Château Guillaume Prieuré de Saint-Benoît-du-Sault Moulin de la Grange Moulin du pont de Seillant Étang de Bœuf Mort Plan d’eau de Rochegaudon Vieux pont à Bélâbre Ancien site des mines de barytine |
| De Saint-Benoit à Angles, 2 des plus beaux villages de France | Château de Forges Château d'Ingrandes Château d'Angles-sur-l'Anglin Château de Aigues-Joignant Château de l’Isle Prieuré de Saint-Benoît-du-Sault Chapelle de Plaincourault Rocher de la Dube Moulin des Roches Moulin du pont de Seillant Plan d’eau de Rochegaudon Vieux pont à Bélâbre Musée Henry-de-Monfreid |
| De Brenne en Touraine, sur les pas de Gargantua               | Château d'Azay-le-Ferron Château de Bénavent Château du Blizon Château du Bouchet Château de l’Épine Château du Soudun Abbaye Notre-Dame de Fontgombault Prieuré de Saint Cyran Prieuré de Saint Martial Viaduc de la Villerie Viaduc du Blanc Gare du Blanc Moulin de Chantecreuse Maison de la nature Maison du Parc Terres de Picadon Terres de Renard Observatoire des Essarts Observatoire de la Sous Étang Miclos Étang du Blizon Étang du Sablon Voie verte des Vallées |